# Fernando Claudín

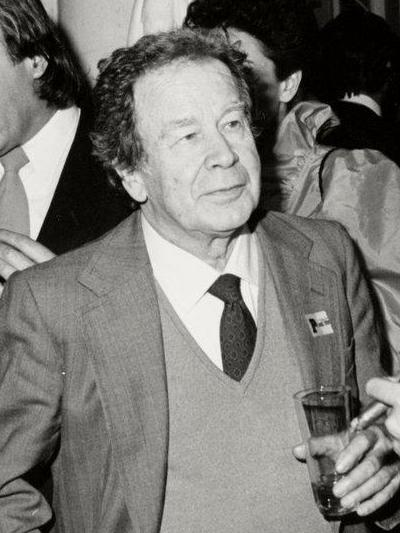
Fernando Claudín, 1983

Fernando Claudín Pontes (* 24. August 1913 in Saragossa; † 16. Mai 1990 in Madrid) war ein spanischer Politiker, führender marxistischer Theoretiker und Publizist.

## Biografie

### Diktatur, Republik und Bürgerkrieg
Seine Grundschulzeit verbrachte er in Saragossa. Nach dem Umzug der Familie nach Madrid machte er dort sein spanisches Abitur („Bachillerato“) und begann für ein Jahr ein Architekturstudium, das er für eine politische Karriere aufgab. Nachdem er schon unter der Diktatur von José Antonio Primo de Rivera Mitglied der Federación Universitaria Escolar (FUE) geworden war, trat er 1933 während der Zweiten Republik der Kommunistischen Jugend bei. Er griff aktiv in den Vereinigungsprozess zwischen der Kommunistischen und der Sozialistischen Jugend ein, der am 1. April 1936 zur Gründung der Vereinigten Sozialistischen Jugend (JSU) führte. In der Führung des neuen Verbandes war er zuständig für Agitation, Propaganda und Zeitungen wie Juventud (Jugend) und Ahora (Jetzt). Als Mitglied der PCE war er im Verteidigungsrat von Madrid als Direktor der Presse und Propaganda ein Mitarbeiter von Santiago Carrillo  und flüchtete am  23. März 1939 nach Oran (Algerien), wo er für kurze Zeit inhaftiert blieb, bis er über Moskau nach Lateinamerika ins Exil ging: Mexiko, Kuba, Chile und Argentinien. Auf das Ende des Bürgerkriegs und die anschließende Entwicklung war die Leitung der PCE nicht vorbereitet: den Übergang von einer Massenpartei, an die Legalität gewöhnt, zu einer unter den Bedingungen der politischen Repression kämpfenden Partei. So dauerte es einige Zeit, bis arbeitsfähige Strukturen geschaffen waren.
Obendrein wurde durch den Beginn des Zweiten Weltkrieges die Abhängigkeit von der UdSSR noch einmal verstärkt, was nicht zu einer realistischen Analyse der spanischen soziopolitischen Verhältnisse beitrug und die innerparteilichen Strukturen noch hierarchischer gestaltete.

### Politische Karriere in der Kommunistischen Partei
Nachdem er schon 1937 noch während des Bürgerkriegs Mitglied des Zentralkomitees geworden war, wurde er 1946 kurz nach dem Zweiten Weltkrieg ins Politbüro kooptiert. Mittlerweile lebte er in Paris, von wo aus er den antifranquistischen Kampf auf allen Ebenen unterstützte.
1947 kehrte er nach Moskau zurück, um die Leitung der in der UdSSR residierenden Spanier zu übernehmen. Die sich damals in der UdSSR wieder intensivierenden Säuberungen fanden ihre Entsprechungen in der PCE. Im November 1947 war er zusammen mit Uribe für den internen „Säuberungsprozess“ der Partei verantwortlich.
Er vertiefte in dieser Zeit auch seine wissenschaftliche Ausbildung, indem er verschiedene Parteihochschulen besuchte. Seitdem festigte sich sein Ruf als einer führenden Theoretiker der PCE.
1954 führte er auf dem ersten Kongress im Exil in Prag zusammen mit Carrillo den Kampf um die Verjüngung der Führung gegen Dolores Ibárruri (Pasionaria) und Uribe und beteiligte sich an der Ausarbeitung des Konzepts, das später als die neue Politik der „nationalen Versöhnung“ bezeichnet wurde. Im Februar 1956 nahm er am XX. Kongress der KPdSU teil, auf dem die neue Linie der Entstalinisierung in der Sowjetunion von Nikita Chruschtschow vertreten wurde. Das hatte Konsequenzen für die weitere Entwicklung der PCE. Im April und Mai desselben Jahres wurde eine Plenarsitzung des Politbüros der PCE abgehalten, in der die bisherigen Meinungsverschiedenheiten beigelegt werden. „Pasionaria“ richtete ihre Position neu aus und stimmte mit den „jungen Leuten“ überein, indem sie Vicente Uribe entließ, Carrillo in die höchste Führung der Partei beförderte und Claudín hinter ihn stellte.
Claudin wurde 1955 nach Paris geschickt, um die ideologische Arbeit zu leiten. Dies konnte er durch die theoretische Zeitschrift der Partei Unsere Fahne (Nuestra Bandera) erreichen. In jenen Jahren war er praktisch die Nummer zwei der PCE. Die Partei verstärkte ihre Präsenz in Spanien erfolgreich. Ihr wachsender Einfluss zielte auch auf nichtproletarische Bevölkerungsgruppen wie Studenten, Intellektuelle und alle Berufstätige.
Für das Jahr 1959 plante die PCE einen Friedlichen Nationalen Streik (Huelga Nacional Pacífica, HNP), der den Franquismus frontal angreifen sollte. Trotz seiner Anwesenheit erwies sich der HNP als Fehlschlag. Von diesem Zeitpunkt an begann Claudín die spanische Gesellschaft neu zu analysieren. Auf seine Seite trat Federico Sanchez (i. e. Jorge Semprun).
Nach dem VI. Kongress des PCE, der 1960 stattfand, wurde Claudín zum Mitglied leitender Parteiorgane gewählt: des Exekutivkomitees und des Sekretariats. Letzteres bestand jetzt aus Carrillo als Generalsekretär, Claudín, Ignacio Gallego, Antonio Mije und Eduardo García.

### Divergenz und das Ringen um eine wissenschaftliche Analyse der spanischen Gesellschaft
Von da an begannen sich zwischen Claudín und Carrillo politische Meinungsverschiedenheiten zu entwickeln: Der autoritäre Führungsstil, der dogmatische „sozialistische Realismus“ und die Analyse der sozio-ökonomischen Struktur des Franco-Regimes waren die Themen der Auseinandersetzung. Im März 1964 stellte Claudín seine Positionen dem Exekutivkomitee vor. Während Carrillo und seine Anhänger behaupteten, dass die anstehende Aufgabe angesichts der Niederlage des Franquismus eine „demokratische Revolution“ oder ein „Bruch“ sei, weil die Ziele für Spanien weiterhin die Abschaffung der halbfeudalen und rückständigen Strukturen des Kapitalismus seien, wobei die PCE eine führende Rolle spielte, argumentierte Claudíns Sektor, dass es eine neue sozioökonomische Realität mit neuen sozialen Gruppen im Land gebe, allerdings die Unzufriedenheit der Bourgeoisie und des Bankenkapitals noch nicht so groß sei, dass die Franco-Diktatur als Hindernis für die weitere ökonomische Entwicklung Spaniens wahrgenommen werde. Deshalb stünde ein Umsturz auch nicht kurz bevor, wie es die Theorie des Politischen Streik besagte. Dagegen basierte die Analyse der PCE-Führung auf einem bevorstehenden revolutionären Prozess in Spanien und auf der Isolation der Bourgeoisie und des Monopolkapitals vom Rest der Gesellschaft. Claudín dagegen hatte festgestellt, dass es dem spanischen Kapitalismus gelungen war, sich in den letzten sechs Jahren unter der Franco-Diktatur zu einem weiter fortgeschrittenen Stadium zu entwickeln, das auf politischer Ebene die Möglichkeit einer politischen Weiterentwicklung zu einer parlamentarisch-liberalen Demokratie – vergleichbar mit denen des restlichen Westeuropa – eröffnete.

### Ein Leben als europäischer Intellektueller im Kampf für Demokratie und Sozialismus
Im November desselben Jahres wurde er zusammen mit seinem Parteikollegen Federico Sánchez (Jorge Semprún) aus der Partei ausgeschlossen. Damit war eine Etappe seines politischen Lebens beendet worden, die 1933 begonnen hatte. Den Kampf gegen Franquismus und für einen friedlichen Übergang zur Demokratie setzte er auf seine Weise fort: als unabhängiger, kritischer und sozialistischer Journalist und Publizist. Die Konzepte der Debatte wurden in dem Buch Dokumente einer kommunistischen Divergenz (Documentos de una divergencia comunista) vorgelegt. Die Auseinandersetzung mit der Geschichte des Kommunismus, besonders auch mit dem Stalinismus beschäftigte ihn in den nächsten Jahren. Zu dieser Zeit veröffentlichte er wie andere kritische Intellektuelle besonders im Verlag Ruedo ibérico.
Nach Francos Tod im Jahr 1975 und dem Beginn der Transition kehrte Claudín nach Spanien zurück, wo er im Verlag Siglo XXI arbeitete. 1980 wurde er zum Direktor der Pablo-Iglesias-Stiftung ernannt, die mit der Sozialistischen Arbeiterpartei Spaniens (PSOE) verbunden ist. Seine Ziele beschrieb er in einem Interview im Dezember 1979: Eröffnung einer Debatte der verschiedenen sozialistischen, feministischen und ökologischen Strömungen. Er trat aber nach Aussage der Tochter nie der PSOE bei. 1988 wurde er zum Präsidenten der Stiftung ernannt. Über die Jahre war er auch Mitarbeiter der Zeitung El País.

## Schriften und Publikationen
- Die Krise der kommunistischen Bewegung: von der Komintern zur Kominform (Bd.1), Olle und Wolter, Berlin 1977, ISBN 978-3-921241-22-6
- Die Krise der kommunistischen Bewegung: Der Stalinismus auf dem Gipfel seiner Macht (Bd. 2), Olle und Wolter, Berlin 1978, ISBN 978-3-921241-24-0
- Documentos de una divergencia comunista. Los textos del debate que provoco la exclusion de Claudín y Jorge Semprun del PCE, El Viejo Topo, Barcelona 1978, ISBN 84-7311-027-7
- Eurocomunismo y socialismo, Editorial Siglo Veintiuno, Madrid 1977; deutsche Ausgabe: Zukunft des Eurokommunismus, Rotbuch Verlag, Berlin 1978, ISBN 3-88022-183-9

- La oposición en el socialismo real, Editorial Siglo Veintiuno, Madrid 1981, ISBN 978-84-323-0406-4
- Santiago Carrillo, crónica de un secretario general, Grupo Planeta, Barcelona 1984, ISBN 84-320-4287-0

- Die europäische Linke, Europa Verlag, Wien 1986, ISBN 978-3-203-51037-8
- Marx, Engels y la revolución de 1848, Editorial Siglo Veintiuno, Madrid 2018, ISBN 978-84-323-1924-2